# Tetragnatha latro
Tetragnatha latro là một loài nhện trong họ Tetragnathidae.
Loài này thuộc chi Tetragnatha. Tetragnatha latro được miêu tả năm 1910 bởi Tullgren.